# شهرستان ویتفیلد (جورجیا)
شهرستان ویتفیلد، جورجیا (به انگلیسی: Whitfield County, Georgia) یک سکونتگاه مسکونی در ایالات متحده آمریکا است که در جورجیا واقع شده‌است.